# Éliminatoires de la Coupe du monde féminine de football 2015 : zone Europe
Le tirage au sort du tour préliminaire des éliminatoires de la Coupe du monde féminine de football 2015 de la zone Europe a eu lieu le mardi 18 décembre 2012. Deux groupes de quatre équipes sont formés. Les deux premiers de chaque groupe se qualifient pour la phase principale. Les confrontations ont lieu lors de deux tournois uniques organisés à Malte et en Lituanie du 4 au 9 avril 2013. Le tirage au sort du tour principal a eu lieu le 16 avril 2013 et a réparti les 42 équipes en sept groupes de six. Les 7 vainqueurs de groupe sont directement qualifiés pour la phase finale. Les quatre meilleurs deuxièmes de groupe disputent des barrages en matches aller-retour pour désigner le huitième et dernier représentant du continent.

## Tour préliminaire

### Groupe A
Les matchs de ce groupe se déroulent à Malte du 4 au 9 avril 2013.
| Rang | Équipe     | Pts | J | G | N | P | Bp | Bc | Diff |
| ---- | ---------- | --- | - | - | - | - | -- | -- | ---- |
| 1    | Malte      | 7   | 3 | 2 | 1 | 0 | 9  | 1  | +8   |
| 2    | Albanie    | 7   | 3 | 2 | 1 | 0 | 5  | 2  | +3   |
| 3    | Lettonie   | 1   | 3 | 0 | 1 | 2 | 0  | 4  | -4   |
| 4    | Luxembourg | 1   | 3 | 0 | 1 | 2 | 1  | 8  | -7   |

|  | Qualifié pour le tour principal.                                                                                   |
|  | Pts points ; G victoires ; N match nuls ; P défaites Bp buts marqués ; Bc buts encaissés ; Diff différence de buts |

Matches
| 4 avril 2013 | Albanie  | 1 – 1 | Malte      | Stade du centenaire, Ta'Qali              |                                           |
| 16:00        | Curo 76e |       | Theuma 80e | Spectateurs : 120 Arbitrage : Petra Chudá | Spectateurs : 120 Arbitrage : Petra Chudá |
| 16:00        | Rapport  |       |            | Spectateurs : 120 Arbitrage : Petra Chudá | Spectateurs : 120 Arbitrage : Petra Chudá |

| 4 avril 2013 | Luxembourg | 0 – 0 | Lettonie | Stade du centenaire, Ta'Qali                 |                                              |
| 18:30        |            |       |          | Spectateurs : 50 Arbitrage : Floarea Ionescu | Spectateurs : 50 Arbitrage : Floarea Ionescu |
| 18:30        | Rapport    |       |          | Spectateurs : 50 Arbitrage : Floarea Ionescu | Spectateurs : 50 Arbitrage : Floarea Ionescu |

| 6 avril 2013 | Albanie                 | 2 – 0 | Lettonie | Stade du centenaire, Ta'Qali                              |                                                           |
| 11:00        | Memedov 17e · Velaj 41e |       |          | Spectateurs : 40 Arbitrage : Yuliya Medvedeva-Keldyusheva | Spectateurs : 40 Arbitrage : Yuliya Medvedeva-Keldyusheva |
| 11:00        | Rapport                 |       |          | Spectateurs : 40 Arbitrage : Yuliya Medvedeva-Keldyusheva | Spectateurs : 40 Arbitrage : Yuliya Medvedeva-Keldyusheva |

| 6 avril 2013 | Malte                                                                             | 6 – 0 | Luxembourg | Stade du centenaire, Ta'Qali                  |                                               |
| 13:30        | Carabott 12e · Theuma 25e (pen.) 61e · Cuschieri 28e · Xuereb 29e · Buttigieg 50e |       |            | Spectateurs : 130 Arbitrage : Floarea Ionescu | Spectateurs : 130 Arbitrage : Floarea Ionescu |
| 13:30        | Rapport                                                                           |       |            | Spectateurs : 130 Arbitrage : Floarea Ionescu | Spectateurs : 130 Arbitrage : Floarea Ionescu |

| 9 avril 2013 | Luxembourg | 1 – 2 | Albanie                 | Stade du centenaire, Ta'Qali             |                                          |
| 16:00        | Maurer 45e |       | Jashari 16e · Velaj 69e | Spectateurs : 40 Arbitrage : Petra Chudá | Spectateurs : 40 Arbitrage : Petra Chudá |
| 16:00        | Rapport    |       |                         | Spectateurs : 40 Arbitrage : Petra Chudá | Spectateurs : 40 Arbitrage : Petra Chudá |

| 9 avril 2013 | Lettonie | 0 – 2 | Malte                        | Stade du centenaire, Ta'Qali                               |                                                            |
| 18:30        |          |       | Theuma 45+1e · Cuschieri 83e | Spectateurs : 210 Arbitrage : Yuliya Medvedeva-Keldyusheva | Spectateurs : 210 Arbitrage : Yuliya Medvedeva-Keldyusheva |
| 18:30        | Rapport  |       |                              | Spectateurs : 210 Arbitrage : Yuliya Medvedeva-Keldyusheva | Spectateurs : 210 Arbitrage : Yuliya Medvedeva-Keldyusheva |

### Groupe B
Les matchs de ce groupe se déroulent en Lituanie du 4 au 9 avril 2013.
| Rang | Équipe     | Pts | J | G | N | P | Bp | Bc | Diff |
| ---- | ---------- | --- | - | - | - | - | -- | -- | ---- |
| 1    | Îles Féroé | 7   | 3 | 2 | 1 | 0 | 6  | 4  | +2   |
| 2    | Monténégro | 5   | 3 | 1 | 2 | 0 | 6  | 4  | +2   |
| 3    | Géorgie    | 3   | 3 | 1 | 0 | 2 | 5  | 7  | -2   |
| 4    | Lituanie   | 1   | 3 | 0 | 1 | 2 | 4  | 6  | -2   |

|  | Qualifié pour le tour principal.                                                                                   |
|  | Pts points ; G victoires ; N match nuls ; P défaites Bp buts marqués ; Bc buts encaissés ; Diff différence de buts |

Matches
| 4 avril 2013 | Îles Féroé                       | 3 – 3 | Monténégro                 | Stade Vilnius LFF, Vilnius                  |                                             |
| 13:00        | H.Sevdal 49e 76e · Magnussen 51e |       | Vukčević 18e 66e · Kuć 59e | Spectateurs : 30 Arbitrage : Linn Andersson | Spectateurs : 30 Arbitrage : Linn Andersson |
| 13:00        | Rapport                          |       |                            | Spectateurs : 30 Arbitrage : Linn Andersson | Spectateurs : 30 Arbitrage : Linn Andersson |

| 4 avril 2013 | Géorgie                                           | 4 – 3 | Lituanie                                    | Stade Vilnius LFF, Vilnius                          |                                                     |
| 17:30        | Pasikashvili 32e 85e · Chkonia 39e · Matveeva 60e |       | Vanagaitė 9e · Bložytė 17e · Mažukelyte 82e | Spectateurs : 250 Arbitrage : Paloma Quintero Siles | Spectateurs : 250 Arbitrage : Paloma Quintero Siles |
| 17:30        | Rapport                                           |       |                                             | Spectateurs : 250 Arbitrage : Paloma Quintero Siles | Spectateurs : 250 Arbitrage : Paloma Quintero Siles |

| 6 avril 2013 | Géorgie | 0 – 2 | Monténégro         | Stade Vilnius LFF, Vilnius                |                                           |
| 13:00        |         |       | Vukčević 38e 90+4e | Spectateurs : 10 Arbitrage : Dilan Gökçek | Spectateurs : 10 Arbitrage : Dilan Gökçek |
| 13:00        | Rapport |       |                    | Spectateurs : 10 Arbitrage : Dilan Gökçek | Spectateurs : 10 Arbitrage : Dilan Gökçek |

| 6 avril 2013 | Lituanie | 0 – 1 | Îles Féroé    | Stade Vilnius LFF, Vilnius                          |                                                     |
| 17:30        |          |       | Andreasen 61e | Spectateurs : 262 Arbitrage : Paloma Quintero Siles | Spectateurs : 262 Arbitrage : Paloma Quintero Siles |
| 17:30        | Rapport  |       |               | Spectateurs : 262 Arbitrage : Paloma Quintero Siles | Spectateurs : 262 Arbitrage : Paloma Quintero Siles |

| 9 avril 2013 | Îles Féroé       | 2 – 1 | Géorgie         | Stade Vilnius LFF, Vilnius                |                                           |
| 13:00        | H.Sevdal 38e 73e |       | Chichinadze 47e | Spectateurs : 12 Arbitrage : Dilan Gökçek | Spectateurs : 12 Arbitrage : Dilan Gökçek |
| 13:00        | Rapport          |       |                 | Spectateurs : 12 Arbitrage : Dilan Gökçek | Spectateurs : 12 Arbitrage : Dilan Gökçek |

| 9 avril 2013 | Monténégro       | 1 – 1 | Lituanie               | Stade Vilnius LFF, Vilnius |  |
| 17:30        | Mia Vuckevic 60e |       | Sonata Vanagaite 90+1e |                            |  |

## Tour principal

Équipes participant aux éliminatoires :
Groupe A
Groupe B
Groupe C
Groupe D
Groupe E
Groupe F
Groupe G
Éliminé après le tour préliminaire

Le tirage au sort a lieu le 16 avril 2013 à Nyon.
Les matchs seront joués du 21 septembre 2013 au 17 septembre 2014.
| Pot A                                                     | Pot B                                                   | Pot C                                                                      | Pot D                                                                     | Pot E                                                             | Pot F                                                                    |
| --------------------------------------------------------- | ------------------------------------------------------- | -------------------------------------------------------------------------- | ------------------------------------------------------------------------- | ----------------------------------------------------------------- | ------------------------------------------------------------------------ |
| Allemagne Suède France Angleterre Norvège Italie Danemark | Islande Finlande Russie Pays-Bas Espagne Écosse Ukraine | Suisse Pologne Tchéquie Autriche Belgique République d'Irlande Biélorussie | Hongrie Serbie Roumanie Portugal Pays de Galles Slovaquie Irlande du Nord | Slovénie Grèce Turquie Bosnie-Herzégovine Bulgarie Israël Estonie | Kazakhstan Croatie Macédoine du Nord Îles Féroé Monténégro Albanie Malte |

### Groupe 1
| Rang | Équipe               | Pts | J  | G  | N | P | Bp | Bc | Diff |  | Résultats (▼ dom., ► ext.) |      |     |     |     |     |     |
| ---- | -------------------- | --- | -- | -- | - | - | -- | -- | ---- |  | -------------------------- | ---- | --- | --- | --- | --- | --- |
| 1    | Allemagne            | 30  | 10 | 10 | 0 | 0 | 62 | 4  | +58  |  | Allemagne                  |      | 4-0 | 2-0 | 9-0 | 9-1 | 4-0 |
| 2    | Russie               | 22  | 10 | 7  | 1 | 2 | 19 | 18 | +1   |  | Croatie                    | 0-8  |     | 1-1 | 1-3 | 0-1 | 1-0 |
| 3    | République d'Irlande | 17  | 10 | 5  | 2 | 3 | 13 | 9  | +4   |  | République d'Irlande       | 2-3  | 1-0 |     | 1-3 | 2-0 | 2-0 |
| 4    | Croatie              | 8   | 10 | 2  | 2 | 6 | 7  | 20 | -13  |  | Russie                     | 1-4  | 1-0 | 0-0 |     | 3-1 | 4-1 |
| 5    | Slovénie             | 6   | 10 | 2  | 0 | 8 | 7  | 34 | -27  |  | Slovénie                   | 0-13 | 0-3 | 0-3 | 1-2 | 2-1 |     |
| 6    | Slovaquie            | 4   | 10 | 1  | 1 | 8 | 6  | 29 | -23  |  | Slovaquie                  | 0-6  | 1-1 | 0-1 | 0-2 |     | 1-3 |

|  | Qualifié pour la phase finale.                                                                                     |
|  | Pts points ; G victoires ; N match nuls ; P défaites Bp buts marqués ; Bc buts encaissés ; Diff différence de buts |

| 21 septembre 2013 | Allemagne | 9 – 0 | Russie | Freundschaft, Cottbus     |                           |
| 15:00             | Šašić 22e (pen.) · Kessler 25e 85e · Marozsán 26e 38e · Alushi 73eMelanie Leupolz 76e · Goessling 80e · Schmidt 87e |       |        | Arbitrage : Jana Adámková | Arbitrage : Jana Adámková |
| 15:00             | Rapport |       |        | Arbitrage : Jana Adámková | Arbitrage : Jana Adámková |

| 22 septembre 2013 | République d'Irlande         | 2 – 0 | Slovaquie | Carlisle Grounds, Dublin     |                              |
| 13:00             | Russell 56e · O'Sullivan 74e |       |           | Arbitrage : Pernilla Larsson | Arbitrage : Pernilla Larsson |
| 13:00             | Rapport                      |       |           | Arbitrage : Pernilla Larsson | Arbitrage : Pernilla Larsson |

### Groupe 2
| Rang | Équipe            | Pts | J  | G | N | P | Bp | Bc | Diff |  | Résultats (▼ dom., ► ext.) |      |     |      |      |     |     |
| ---- | ----------------- | --- | -- | - | - | - | -- | -- | ---- |  | -------------------------- | ---- | --- | ---- | ---- | --- | --- |
| 1    | Espagne           | 28  | 10 | 9 | 1 | 0 | 42 | 2  | +40  |  | Espagne                    |      | 6-0 | 2-0  | 12-0 | 3-2 | 1-0 |
| 2    | Italie            | 25  | 10 | 8 | 1 | 1 | 48 | 5  | +43  |  | Estonie                    | 0-5  |     | 1-5  | 1-1  | 1-4 | 0-2 |
| 3    | Roumanie          | 14  | 10 | 4 | 2 | 4 | 20 | 8  | +12  |  | Italie                     | 0-0  | 4-0 |      | 15-0 | 6-1 | 1-0 |
| 4    | Tchéquie          | 14  | 10 | 4 | 2 | 4 | 21 | 18 | +3   |  | Macédoine du Nord          | 0-10 | 0-2 | 0-11 |      | 1-3 | 1-9 |
| 5    | Estonie           | 4   | 10 | 1 | 1 | 8 | 5  | 35 | -30  |  | Tchéquie                   | 0-1  | 6-0 | 0-4  | 5-2  |     | 0-0 |
| 6    | Macédoine du Nord | 1   | 10 | 0 | 1 | 9 | 6  | 74 | -68  |  | Roumanie                   | 0-2  | 2-0 | 1-2  | 6-1  | 0-0 |     |

|  | Qualifié pour la phase finale.                                                                                     |
|  | Pts points ; G victoires ; N match nuls ; P défaites Bp buts marqués ; Bc buts encaissés ; Diff différence de buts |

| 20 septembre 2013 | Macédoine du Nord | 1 - 9   | Roumanie                                                         | Mladost (en), Strumica    |                           |
| 15:30             | N. Andonova 22e   | (1 - 4) | Duşa 4e 9e 21e 53e · Sârghe 12e · Rus 49e 59e 81e · Vătafu 90+1e | Arbitrage : Sharon Sluyts | Arbitrage : Sharon Sluyts |
| 15:30             | Rapport           |         |                                                                  | Arbitrage : Sharon Sluyts | Arbitrage : Sharon Sluyts |

| 20 septembre 2013 | Estonie                                                     | 1 - 9   | Italie  | A. Le Coq Arena, Talinn    |                            |
| 15:30             | Mauro 57e · Gabbiadini 68e 72e · Rosucci 70e · Bonansea 75e | (1 - 4) | Loo 88e | Arbitrage : Séverine Zinck | Arbitrage : Séverine Zinck |
| 15:30             | Rapport                                                     |         |         | Arbitrage : Séverine Zinck | Arbitrage : Séverine Zinck |

| 26 septembre 2013 | Italie        | 1 - 0 | Roumanie | Stadio Rino Mercante, Bassano del Grappa |                              |
| 20:30             | Girelli 90+3e |       |          | Arbitrage : Monika Mularczyk             | Arbitrage : Monika Mularczyk |
| 20:30             | Rapport       |       |          | Arbitrage : Monika Mularczyk             | Arbitrage : Monika Mularczyk |

### Groupe 3
| Rang | Équipe   | Pts | J  | G | N | P  | Bp | Bc | Diff |  | Résultats (▼ dom., ► ext.) |     |     |     |      |     |     |
| ---- | -------- | --- | -- | - | - | -- | -- | -- | ---- |  | -------------------------- | --- | --- | --- | ---- | --- | --- |
| 1    | Suisse   | 28  | 10 | 9 | 1 | 0  | 53 | 1  | +52  |  | Danemark                   |     | 1-1 | 0-1 | 8-0  | 3-1 | 0-1 |
| 2    | Islande  | 19  | 10 | 6 | 1 | 3  | 29 | 9  | +20  |  | Islande                    | 0-1 |     | 3-0 | 5-0  | 9-1 | 0-2 |
| 3    | Danemark | 18  | 10 | 5 | 3 | 2  | 25 | 6  | +19  |  | Israël                     | 0-5 | 0-1 |     | 2-0  | 3-1 | 0-5 |
| 4    | Israël   | 12  | 10 | 4 | 0 | 6  | 9  | 27 | -18  |  | Malte                      | 0-5 | 0-8 | 0-2 |      | 0-3 | 0-5 |
| 5    | Serbie   | 10  | 10 | 3 | 1 | 6  | 16 | 34 | -18  |  | Serbie                     | 1-1 | 1-2 | 3-0 | 5-0  |     | 0-7 |
| 6    | Malte    | 0   | 10 | 0 | 0 | 10 | 0  | 55 | -55  |  | Suisse                     | 1-1 | 3-0 | 9-0 | 11-0 | 9-0 |     |

|  | Qualifié pour la phase finale.                                                                                     |
|  | Pts points ; G victoires ; N match nuls ; P défaites Bp buts marqués ; Bc buts encaissés ; Diff différence de buts |

| 21 septembre 2013 | Suisse                                                                                          | 9 - 0   | Serbie | Colovray Sports Centre, Nyon |                         |
| 19:30             | Bachmann 13e 83e · Crnogorčević 21e 61e 81e 87e · Dickenmann 36e (pen.) · Wälti 38e · Bürki 75e | (4 - 0) |        | Arbitrage : Morag Pirie      | Arbitrage : Morag Pirie |
| 19:30             | Rapport                                                                                         |         |        | Arbitrage : Morag Pirie      | Arbitrage : Morag Pirie |

### Groupe 4
| Rang | Équipe             | Pts | J  | G  | N | P | Bp | Bc | Diff |  | Résultats (▼ dom., ► ext.) |     |     |     |     |     |     |
| ---- | ------------------ | --- | -- | -- | - | - | -- | -- | ---- |  | -------------------------- | --- | --- | --- | --- | --- | --- |
| 1    | Suède              | 30  | 10 | 10 | 0 | 0 | 32 | 1  | +31  |  | Bosnie-Herzégovine         |     | 1-3 | 2-0 | 1-0 | 1-1 | 0-1 |
| 2    | Écosse             | 24  | 10 | 8  | 0 | 2 | 37 | 8  | +29  |  | Écosse                     | 7-0 |     | 9-0 | 2-0 | 2-0 | 1-3 |
| 3    | Pologne            | 16  | 10 | 5  | 1 | 4 | 20 | 14 | +6   |  | Îles Féroé                 | 1-1 | 2-7 |     | 0-0 | 0-3 | 0-5 |
| 4    | Bosnie-Herzégovine | 9   | 10 | 2  | 3 | 5 | 7  | 19 | -12  |  | Irlande du Nord            | 0-0 | 0-2 | 3-0 |     | 0-3 | 0-4 |
| 5    | Irlande du Nord    | 5   | 10 | 1  | 2 | 7 | 3  | 19 | -16  |  | Pologne                    | 3-1 | 0-4 | 6-0 | 4-0 |     | 0-4 |
| 6    | Îles Féroé         | 2   | 10 | 0  | 2 | 8 | 3  | 41 | -38  |  | Suède                      | 3-0 | 2-0 | 5-0 | 3-0 | 2-0 |     |

|  | Qualifié pour la phase finale.                                                                                     |
|  | Pts points ; G victoires ; N match nuls ; P défaites Bp buts marqués ; Bc buts encaissés ; Diff différence de buts |

Matches
| 21 septembre 2013 | Suède                   | 2 - 0 | Pologne | Malmö New Stadium, Malmö    |                             |
| 15:30             | Seger 52e · Schelin 66e |       |         | Arbitrage : Kateryna Monzul | Arbitrage : Kateryna Monzul |
| 15:30             | Rapport                 |       |         | Arbitrage : Kateryna Monzul | Arbitrage : Kateryna Monzul |

| 22 septembre 2013 | Îles Féroé     | 2 - 7 | Écosse                                                                          | Tórsvøllur, Torshavn      |                           |
| 18:15             | Sevdal 82e 83e |       | Corsie 7e · Evans 14e · L. Ross 20e 29e · J. Ross 21e · Lappin 62e · Mulvey 75e | Arbitrage : Sandra Bastos | Arbitrage : Sandra Bastos |
| 18:15             | Rapport        |       |                                                                                 | Arbitrage : Sandra Bastos | Arbitrage : Sandra Bastos |

### Groupe 5
| Rang | Équipe   | Pts | J  | G | N | P | Bp | Bc | Diff |  | Résultats (▼ dom., ► ext.) |      |     |      |      |     |     |
| ---- | -------- | --- | -- | - | - | - | -- | -- | ---- |  | -------------------------- | ---- | --- | ---- | ---- | --- | --- |
| 1    | Norvège  | 27  | 10 | 9 | 0 | 1 | 41 | 5  | +36  |  | Albanie                    |      | 0-6 | 1-0  | 0-11 | 0-4 | 0-3 |
| 2    | Pays-Bas | 25  | 10 | 8 | 1 | 1 | 43 | 6  | +37  |  | Belgique                   | 2-0  |     | 11-0 | 1-2  | 0-2 | 4-1 |
| 3    | Belgique | 19  | 10 | 6 | 1 | 3 | 34 | 11 | +23  |  | Grèce                      | 4-0  | 1-7 |      | 0-5  | 0-6 | 1-5 |
| 4    | Portugal | 12  | 10 | 4 | 0 | 6 | 19 | 21 | -2   |  | Norvège                    | 7-0  | 4-1 | 6-0  |      | 0-2 | 2-0 |
| 5    | Grèce    | 3   | 10 | 1 | 0 | 9 | 6  | 49 | -43  |  | Pays-Bas                   | 10-1 | 1-1 | 7-0  | 1-2  |     | 3-2 |
| 6    | Albanie  | 3   | 10 | 1 | 0 | 9 | 3  | 54 | -51  |  | Portugal                   | 7-1  | 0-1 | 1-0  | 0-2  | 0-7 |     |

|  | Qualifié pour la phase finale.                                                                                     |
|  | Pts points ; G victoires ; N match nuls ; P défaites Bp buts marqués ; Bc buts encaissés ; Diff différence de buts |

| 21 septembre 2013 | Belgique                         | 2 – 0 | Albanie | Roi Baudouin Stadium, Bruxelles |                            |
| 19:00             | Philtjens 17e · Zeler 53e (pen.) |       |         | Arbitrage : Linn Andersson      | Arbitrage : Linn Andersson |
| 19:00             | Rapport                          |       |         | Arbitrage : Linn Andersson      | Arbitrage : Linn Andersson |

| 25 septembre 2013 | Norvège                       | 4 – 1 | Belgique       | Ullevaal Stadion, Oslo      |                             |
| 18:00             | Hansen 5e · Minde 35e 54e 66e |       | De Gernier 62e | Arbitrage : Silvia Spinelli | Arbitrage : Silvia Spinelli |
| 18:00             | Rapport                       |       |                | Arbitrage : Silvia Spinelli | Arbitrage : Silvia Spinelli |

### Groupe 6
| Rang | Équipe         | Pts | J  | G  | N | P  | Bp | Bc | Diff |  | Résultats (▼ dom., ► ext.) |      |     |     |     |     |     |
| ---- | -------------- | --- | -- | -- | - | -- | -- | -- | ---- |  | -------------------------- | ---- | --- | --- | --- | --- | --- |
| 1    | Angleterre     | 30  | 10 | 10 | 0 | 0  | 52 | 1  | +51  |  | Angleterre                 |      | 6-0 | 9-0 | 2-0 | 8-0 | 4-0 |
| 2    | Ukraine        | 22  | 10 | 7  | 1 | 2  | 34 | 9  | +25  |  | Biélorussie                | 0-3  |     | 3-1 | 0-3 | 1-2 | 1-3 |
| 3    | Pays de Galles | 19  | 10 | 6  | 1 | 3  | 18 | 9  | +9   |  | Monténégro                 | 0-10 | 1-7 |     | 0-3 | 2-3 | 1-4 |
| 4    | Turquie        | 12  | 10 | 4  | 0 | 6  | 12 | 31 | -19  |  | Pays de Galles             | 0-4  | 1-0 | 4-0 |     | 1-0 | 1-1 |
| 5    | Biélorussie    | 6   | 10 | 2  | 0 | 8  | 12 | 31 | -19  |  | Turquie                    | 0-4  | 3-0 | 3-1 | 1-5 |     | 0-1 |
| 6    | Monténégro     | 0   | 10 | 0  | 0 | 10 | 6  | 53 | -47  |  | Ukraine                    | 1-2  | 8-0 | 7-0 | 1-0 | 8-0 |     |

|  | Qualifié pour la phase finale.                                                                                     |
|  | Pts points ; G victoires ; N match nuls ; P défaites Bp buts marqués ; Bc buts encaissés ; Diff différence de buts |

| 21 septembre 2013 | Angleterre                                         | 6 – 0 | Biélorussie | Dean Court, Bournemouth  |                          |
| 13:00             | Carney 3e 26e 40eWhite 13e · Dowie 60e · Aluko 62e |       |             | Arbitrage : Riem Hussein | Arbitrage : Riem Hussein |
| 13:00             | Rapport                                            |       |             | Arbitrage : Riem Hussein | Arbitrage : Riem Hussein |

### Groupe 7
| Rang | Équipe     | Pts | J  | G  | N | P | Bp | Bc | Diff |  | Résultats (▼ dom., ► ext.) |     |      |     |      |     |     |
| ---- | ---------- | --- | -- | -- | - | - | -- | -- | ---- |  | -------------------------- | --- | ---- | --- | ---- | --- | --- |
| 1    | France     | 30  | 10 | 10 | 0 | 0 | 54 | 3  | +51  |  | Autriche                   |     | 4-0  | 3-1 | 1-3  | 4-3 | 5-1 |
| 2    | Finlande   | 21  | 10 | 7  | 0 | 3 | 27 | 9  | +18  |  | Bulgarie                   | 1-6 |      | 0-8 | 0-10 | 0-7 | 1-1 |
| 3    | Autriche   | 21  | 10 | 7  | 0 | 3 | 31 | 14 | +17  |  | Finlande                   | 2-1 | 4-0  |     | 0-2  | 4-0 | 1-0 |
| 4    | Hongrie    | 12  | 10 | 4  | 0 | 6 | 20 | 25 | -5   |  | France                     | 3-1 | 14-0 | 3-1 |      | 4-0 | 7-0 |
| 5    | Kazakhstan | 4   | 10 | 1  | 1 | 8 | 8  | 30 | -22  |  | Hongrie                    | 0-3 | 4-0  | 0-4 | 0-4  |     | 4-1 |
| 6    | Bulgarie   | 1   | 10 | 0  | 1 | 9 | 3  | 62 | -59  |  | Kazakhstan                 | 0-3 | 4-1  | 0-2 | 0-4  | 1-2 |     |

|  | Qualifié pour la phase finale.                                                                                     |
|  | Pts points ; G victoires ; N match nuls ; P défaites Bp buts marqués ; Bc buts encaissés ; Diff différence de buts |

| 21 septembre 2013 | Kazakhstan | 0 – 2 | Finlande   | Kazhimukan Munaytpasov, Astana |                               |
| 16:00             | Curo 76e   |       | Theuma 80e | Arbitrage : Eleni Lampadariou  | Arbitrage : Eleni Lampadariou |
| 16:00             | Rapport    |       |            | Arbitrage : Eleni Lampadariou  | Arbitrage : Eleni Lampadariou |

| 21 septembre 2013 | Autriche                                                        | 4 – 0 | Bulgarie | Vöcklabruck Stadium, Vöcklabruck |                              |
| 18:30             | Burger 33e · Feiersinger 81e · Boycheva 90e (csc) · Pöltl 90+1e |       |          | Arbitrage : Simona Ghisletta     | Arbitrage : Simona Ghisletta |
| 18:30             | Rapport                                                         |       |          | Arbitrage : Simona Ghisletta     | Arbitrage : Simona Ghisletta |

| 21 septembre 2013 | Kazakhstan | 0 – 4 | France                                    | Kazhimukan Munaytpasov, Astana |                             |
| 16:00             |            |       | Delie 15e · Thiney 17e 37e · Delannoy 21e | Arbitrage : Zuzana Kováčová    | Arbitrage : Zuzana Kováčová |
| 16:00             | Rapport    |       |                                           | Arbitrage : Zuzana Kováčová    | Arbitrage : Zuzana Kováčová |

| 25 septembre 2013 | Finlande                | 2 – 1 | Autriche   | Turku Stadium, Turku               |                                    |
| 18:00             | Engman 42e · Alanen 86e |       | Burger 79e | Arbitrage : Anastasia Pustovoitova | Arbitrage : Anastasia Pustovoitova |
| 18:00             | Rapport                 |       |            | Arbitrage : Anastasia Pustovoitova | Arbitrage : Anastasia Pustovoitova |

### Meilleurs deuxièmes
Classement comparatif des deuxièmes de groupe
| Rang | Équipe   | Pts | J  | G | N | P | Bp | Bc | Diff |
| ---- | -------- | --- | -- | - | - | - | -- | -- | ---- |
| 1    | Italie   | 25  | 10 | 8 | 1 | 1 | 48 | 5  | +43  |
| 2    | Pays-Bas | 25  | 10 | 8 | 1 | 1 | 43 | 6  | +37  |
| 3    | Écosse   | 24  | 10 | 8 | 0 | 2 | 37 | 8  | +29  |
| 4    | Ukraine  | 22  | 10 | 7 | 1 | 2 | 34 | 9  | +25  |
| 5    | Russie   | 22  | 10 | 7 | 1 | 2 | 19 | 18 | +1   |
| 6    | Finlande | 21  | 10 | 7 | 0 | 3 | 27 | 9  | +18  |
| 7    | Islande  | 19  | 10 | 6 | 1 | 3 | 29 | 9  | +20  |

|  | Qualifié pour les barrages.                                                                                        |
|  | Pts points ; G victoires ; N match nuls ; P défaites Bp buts marqués ; Bc buts encaissés ; Diff différence de buts |

## Barrages

### Demi-finales
| Équipe 1 | Résultat | Équipe 2 | Aller | Retour |
| -------- | -------- | -------- | ----- | ------ |
| Écosse   | 1-4      | Pays-Bas | 1-2   | 0-2    |
| Italie   | 4-3      | Ukraine  | 2-1   | 2-2    |

### Finale
| Équipe 1 | Résultat | Équipe 2 | Aller | Retour |
| -------- | -------- | -------- | ----- | ------ |
| Pays-Bas | 3-2      | Italie   | 1-1   | 2-1    |